# 5 Astraea
Az 5 Astraea (a görög Αστραία szóból, régies írással Astræa) egy nagy, kisbolygóövbeli aszteroida. Felszíne erősen visszaveri a fényt, és valószínűleg nikkel-vas-keverékből áll, magnézium- és vas-szilikátokkal keverve.

Méretösszehasonlítás: az első tíz kisbolygó a Föld Holdjához hasonlítva. Az Astraea ötödik balról.

Az Astraeát K. L. Hencke fedezte fel ötödikként 1845. december 8-án. Az általa felfedezett két kisbolygó közül ez volt az első, a második a 6 Hebe. Amatőrcsillagász és irodai dolgozó volt, aki a 4 Vesta után kutatott, mikor ráakadt az Astraeára.
Az Astreának nincsenek különleges fizikai tulajdonságai, fontosságát az adja, hogy a Vesta 1807-es felfedezése után 38 évvel találták meg, mikor már azt hitték, hogy csupán az addig megtalált négy létezik.